# 뤼트리
뤼트리(프랑스어: Lutry [lytʁi][*])는 스위스 보주의 라보-오롱구에 위치한 유네스코 세계 문화 유산인 라보 지역을 포함하는 지자체이다.

## 역사
뤼트리는 908년에 Lustracus 별장에서와 같이 처음으로 언급된다. 1124년에는 Lustriacus라는 빌라가 있는 생마르탱(Saint Martin)의 수도원으로 언급되었으며, 1147년에는 Lustriey가 되었다.

### 선사시대

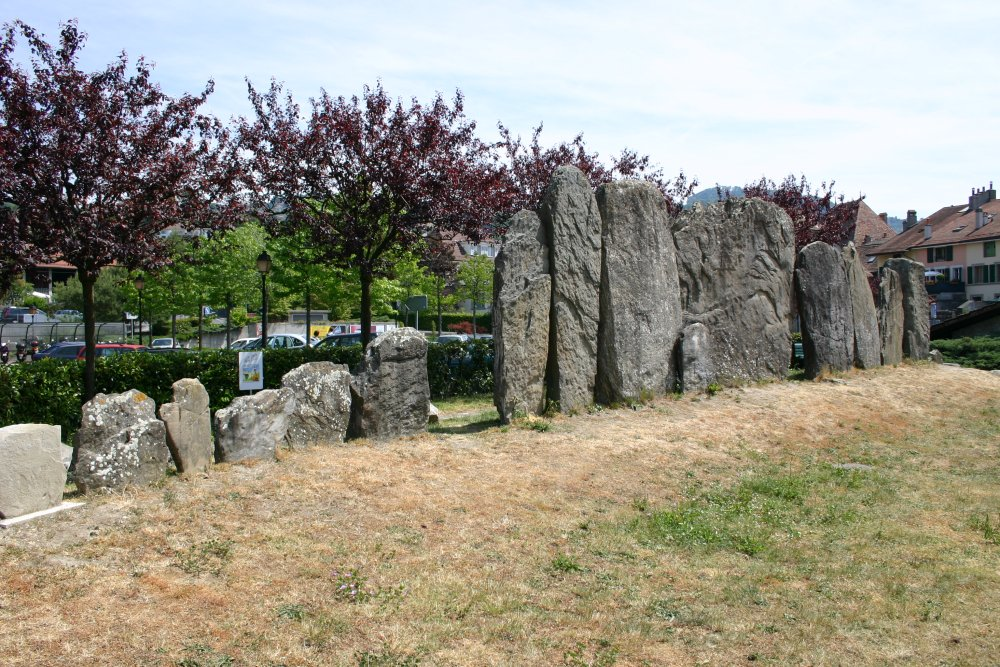
뤼트리의 선돌

1835년과 1894년에 샤틀라르에서 신석기 시대 무덤이 다시 발견되었다. 무덤에는 소위 샹블랑드 유형의 석조 상자 무덤이 총 30개 정도 포함되어 있다. 그 안에는 부싯돌로 만든 세 개의 도끼날과 조개 목걸이의 일부가 들어 있었다. 1895년에 몽타니에서 같은 유형의 여러 무덤이 발견되었다. 여기에는 도끼용으로 만든 녹용 자루, 광택이 나는 돌도끼, 돌방추 와류와 같은 중요한 새 품목이 들어 있었다. 이러한 유형의 항목은 연안의 유적에서 종종 발견되었지만, 신석기 시대 정착지에서는 무덤에서 거의 발견되지 않아 몽타니에서의 발견이 특히 중요했다. 그러나 1927년에 고고학자들은 이러한 발견이 오류로 무덤에 할당되었다고 잘못 가정했다. 추가 증거 없이 그들은 몽타니 아래에 발견되지 않은 연안 정착지가 있다고 썼다.
1984년 8월, 라포세션 지하 주차장 건설 과정에서 24개의 서 있는 선돌이 발견되었다. 돌 중 18개는 원래 형성에서 옆에 다시 세워졌다. 13개의 큰 돌(높이 2~4m)이 일렬로 배열되어 있는 반면, 그 이후의 작은 돌(높이 0.3~0.8m)은 남쪽으로 곡선을 그렸다. 입석은 전통적으로 중기 신석기 시대 초기에 지정되었다. 그러나 지역 도기는 신석기 시대 후기 또는 청동기 시대 초기를 나타낸다. 14번 선돌은 비유적이다. 기하학적 장식(x자형 선, 균형 잡힌 원, 지그재그선)이 새겨져 있다. 프랑스 남부의 석재에서도 유사한 기호를 찾을 수 있지만, 그 의미는 알려져 있지 않다.
쿠르티노(Curtinaux), 샤틀라르(Le Châtelard), 사뷔(Savuit), 간테나즈(Gantennaz) 등 시정촌 곳곳에는 로마 시대 정착촌의 흔적이 남아 있다. 여기에는 벽돌, 벽, 건물과 장식품의 일부, 수로의 잔해가 포함된다.

### 중세도시

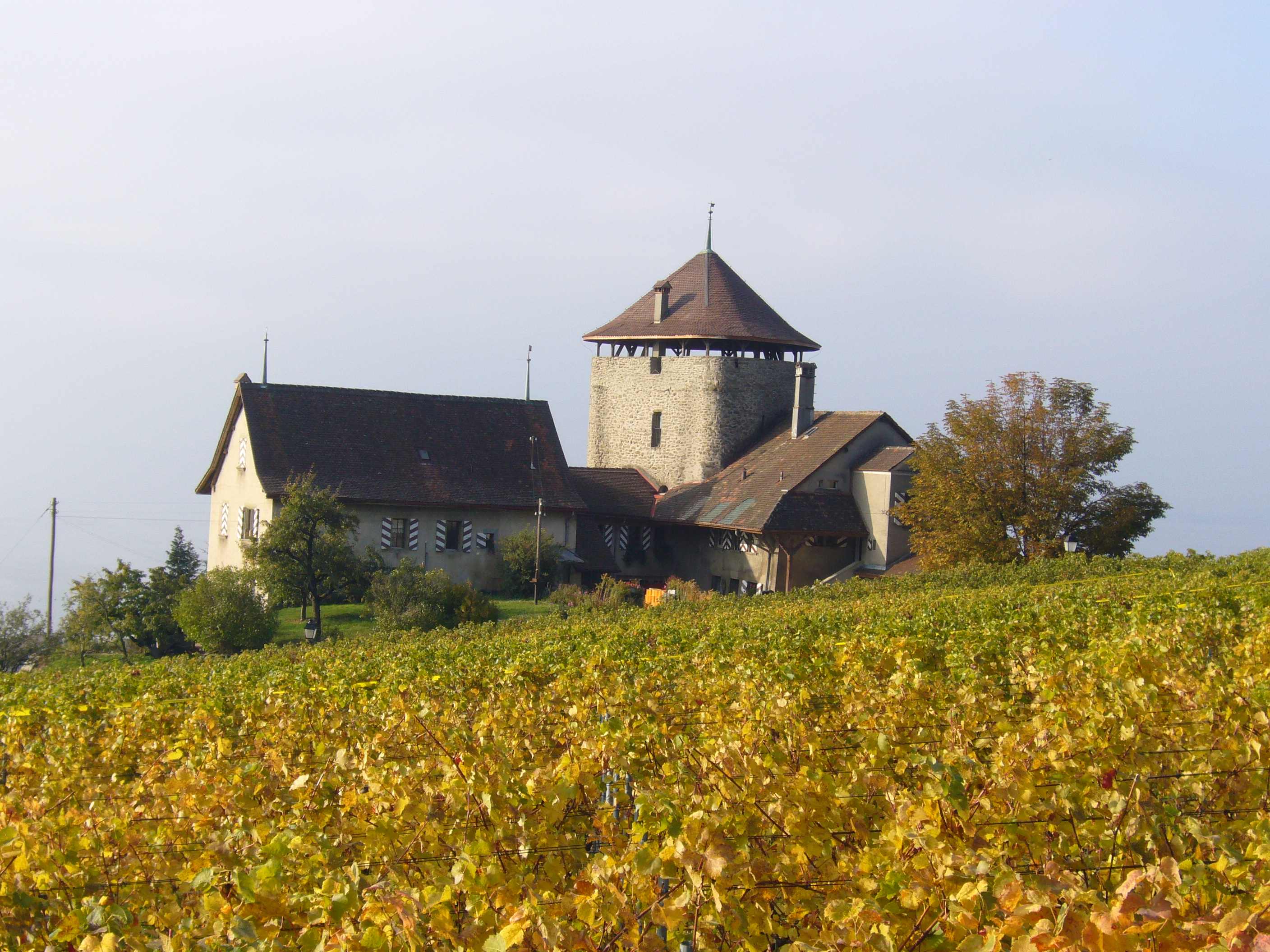
베르톨트탑과 주변 포도밭

뤼트리는 고 벨프가의 왕실 재산이었다. 요새화된 탑은 11세기에 크레-베르나르(Crêt-Bernard)에 건설되어 부동산을 관리하는데 도움이 되었다. 루돌프 3세가 사망한 후 영지는 슈바비아의 콘라드에게 넘어갔고 황실 영지가 되었다. 1079년에 하인리히 4세 황제는 로잔 주교에게 재산을 기증했다. 주교는 1536년까지 영지를 소유했다. 1263년까지 생모리스 수도원은 1017년 부르고뉴 왕으로부터 받은 뤼트리의 일부 토지를 소유했다. 1025년과 1124년 사이에 Anselme라는 사람의 기증으로 루트리브강의 삼각주 충적층에 베네딕토회 수도원이 세워졌다. 수도원은 Savigny-en-Lyonnais (론 알프) 수도원 아래에 있었다. 수도회는 로잔, 시옹, 제네바 교구로부터 수많은 선물과 교회 기록을 받았다. 처음에는 약 15명의 승려를 수용했지만 빠르게 확장되어 1548년까지 뤼트리, 빌레트(Villette)와 포두(Paudex) 마을에 대한 권한을 가졌다. 15세기 초에 수도원은 농노를 해방했다. 주교가 특정 자유를 부여한 뤼트리 마을은 수도회를 중심으로 12세기 1/4분기에 발전하기 시작했다. 1368년에 뤼트리의 병사들은 수도회와 교구의 이중 기치 아래 행진했다. 중세를 통틀어 대수도원과 수도회, 주교와 마을 사이의 관계에 갈등이 있었다.

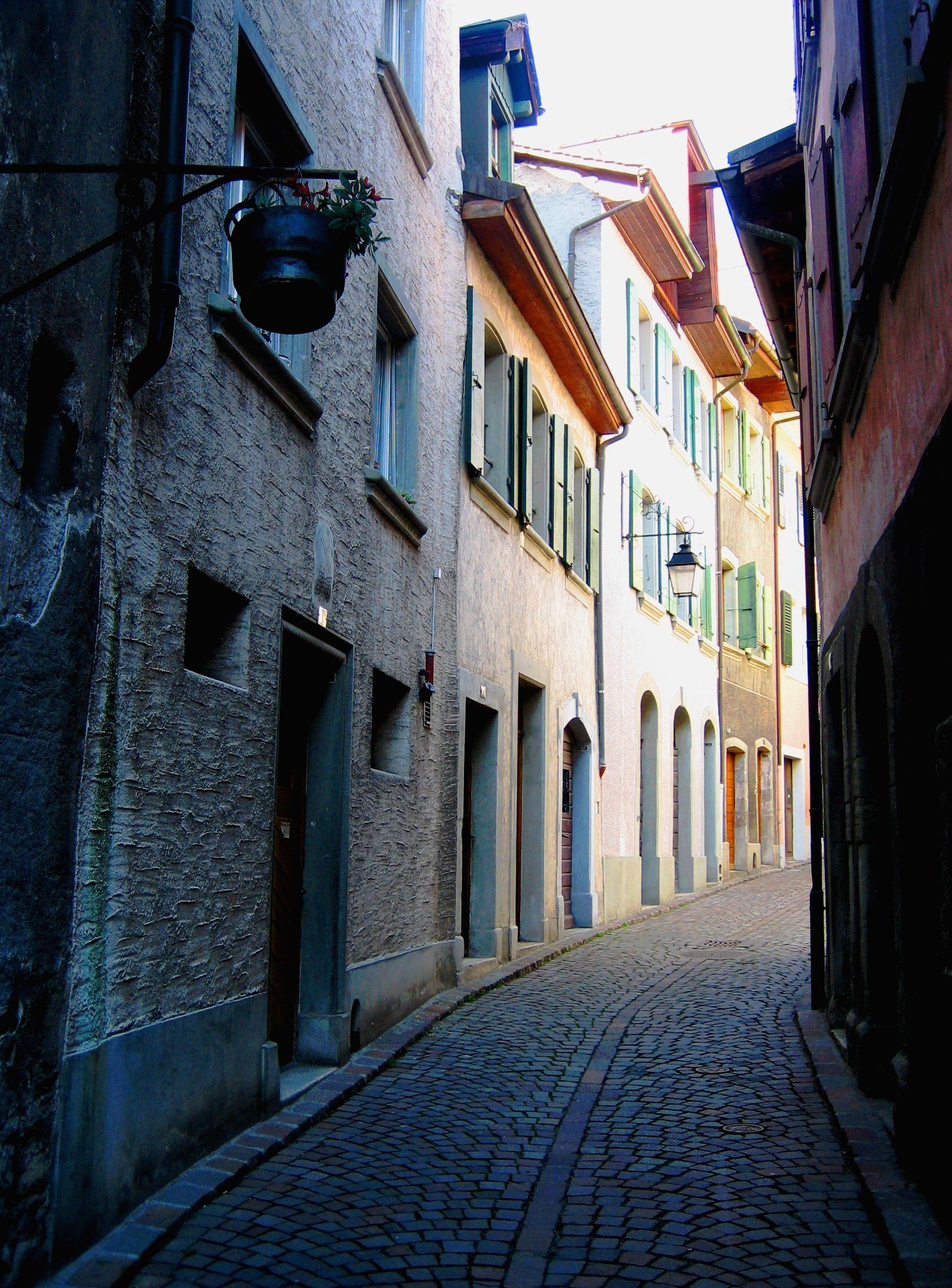
뤼트리 거리

Corsy 마을(현재 뤼트리 시정촌의 일부)은 1798년까지 Corsier의 직접 통치 아래 있었다.
뤼트리는 주교(1212-19)가 만든 원형 벽으로 둘러싸인 13세기 초에 도시가 되기 시작했다. 벽은 1221~29년에 에쿠블렌의 윌리엄이 지은 정사각형 타워인 Tour de l'Eveque로 지지되었다. 작은 마을 쿠르티노, 사뷔, 르 샤틀라르 및 Corsy 뿐만 아니라 Friporte, Voisinand 및 Bourg Neuf의 이웃은 벽 밖에 있었고, 곧 두 번째 커튼월이 후자 주위에 세워졌다. 1291년에는 수도원에 병원이 있었고, 1348년에는 마을에 또 다른 병원이 세워졌다. 1408년 내항 건설과 함께 시장 건물이 만들어졌다. 마을 주변에 배치되었다. 1307년 성령의 형제단으로 알려진 조직이 시민 조직의 시작을 알렸다. 13세기부터 마을은 이웃한 몽-드-뤼트리의 삼림 벌채를 시작했으며, 17세기에 완료되었다. 새로 이용할 수 있는 들판, 목초지 및 숲은 역시 마을의 시민인 농부들에 의해 관리되었다.
뤼트리 교구는 1228년에 처음 언급되었다. 원래 교구에는 사비니(1598년 분리), 벨몽-쉬르-로잔(1766-1846년)과 빌레트(1846-63년)도 포함되었다. 생마리탱의 프리오리 교회는 또한 교구 교회로 봉사했다. 교회는 11세기 건물 위에 1250~60년에 지어졌다. 화재 후 1344년에 재건되었다. 1569년부터 1591년 사이에 복원과 확장되었으며, 1889년에서 1907년까지 개조되었다.

### 근대 뤼트리
뤼트리를 관리하기 위해 수도원장은 총독을 임명하고 주교는 교회 집행관(Meier)을 임명했다. 둘 다 성에 기반을 두고 있었다. Meier의 뤼트리의 시장 직위는 귀족 가문에서 세습되었다. 가문은 베른에 의해 보주를 정복한 후에도 그들의 위치를 유지했다. 마지막 가문인 Claude Mayor de 뤼트리는 1598년에 사망하고 카스텔란으로 대체되었다. 카스텔란은 1798년까지 코르시에의 영지뿐만 아니라 마을을 다스렸다.
1536년에 뤼트리는 베른 정복과 종교 개혁에 반대했지만, 실패했다. 수도원은 1537년에 폐쇄되었고, 감독의 재산은 세속화되었다. 1536년부터 1798년까지 뤼트리는 로잔 영지의 일부였다. 이 기간 동안 그것은 18명으로 구성된 평의회와 12명으로 구성된 평의회에 의해 통치되었으며, 기사 배너넷이 이끄는 12명의 평의회가 있었다. 그 도시와 주변 마을에는 4개의 법원이 있었다. 마을과 주변 마을에는 레트리와 사비니의 법원, 카스텔란의 법원, 코르시에의 영주들의 법원 등 4개의 사법 재판소가 있었다.

### 현대 뤼트리

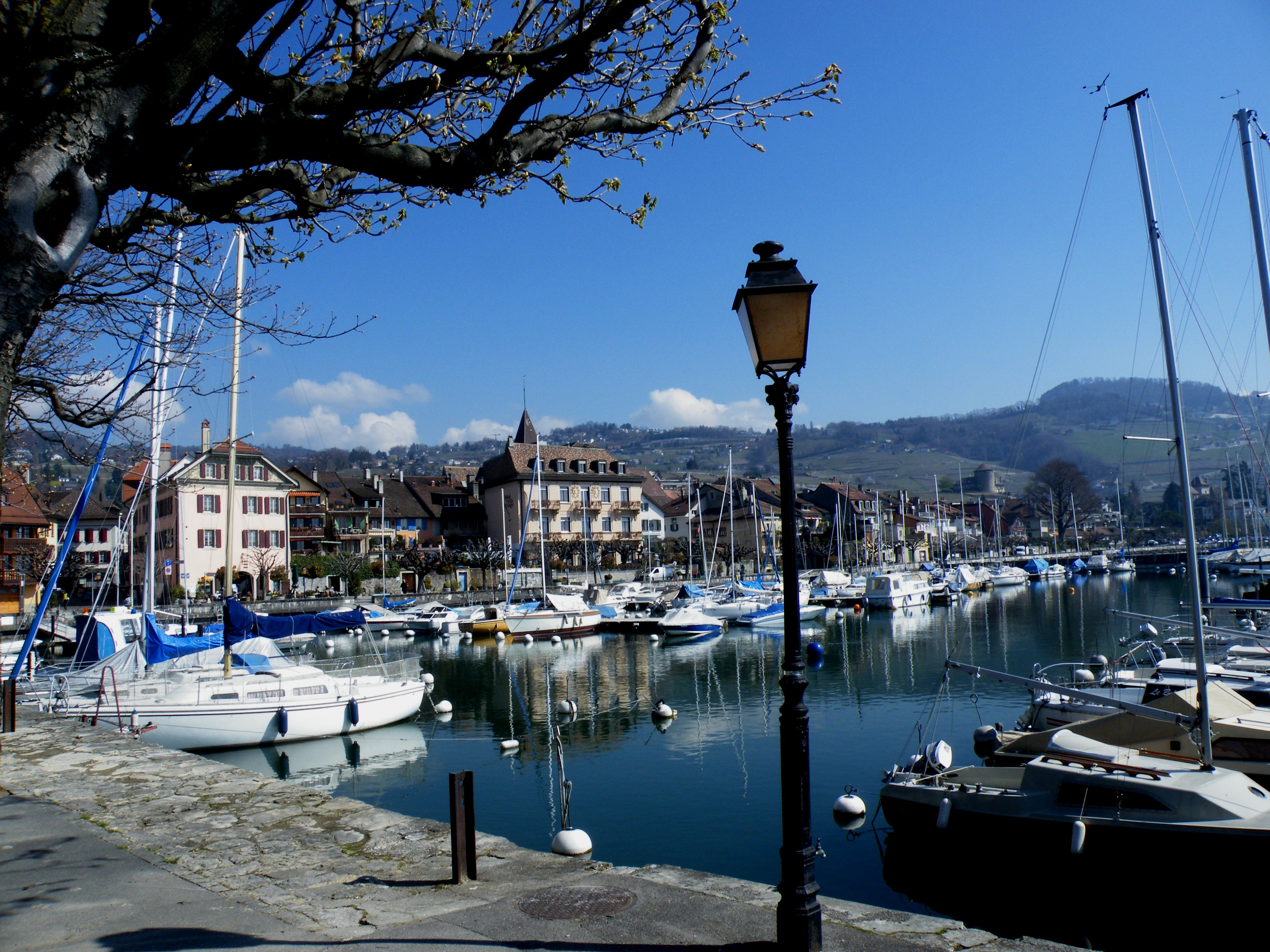
뤼트리항

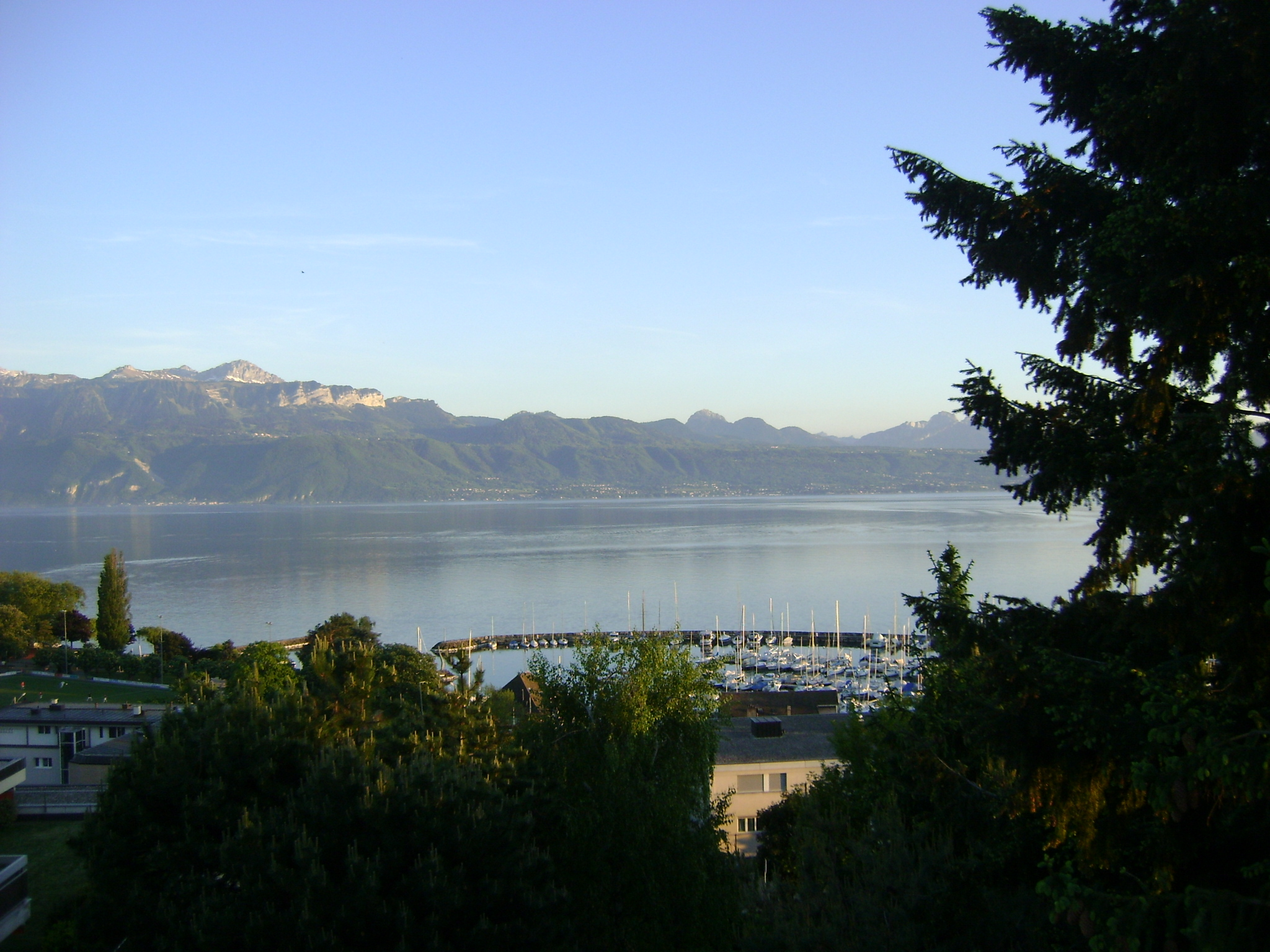
뤼트리 고지에서 본 레만호와 알프스산맥의 풍경

1798년 뤼트리는 마지막 순간에 베른에 반대하는 보 혁명에 합류했다. 1798년 프랑스의 침공과 헬베티아 공화국의 수립 이후, 이곳은 라보구의 지역의 일부가 되었다. 뤼트리는 이사들(Syndic)이 이끄는 11명으로 구성된 평의회에서 관리했다. 1803~25년 사이에는 15개의 시의회와 관리가 있었고, 1815년 이후에는 상원의회에서 모였다. 1826년부터 뤼트리와 사비니는 분리되어 두 개의 독립적인 지자체를 형성했다.
1854년에 뤼트리성의 소유자는 소유자인 Juste Charles Antoine de Crousaz에 의해 마을이 주어졌다.
앙시앵 레짐 기간 동안 프리부르, 베른, 로잔과 이베르동 귀족이 부분적으로 소유하고 뤼트리 시민들이 부분적으로 소유한 포도밭은 19세기와 20세기 초에 가장 중요한 수입원이 되었다. 항구(1836~38), 부두(1863), 부두(1816, 1912)가 건설되어 도시가 호수로 연결되었다. 1822년에 시장 건물이 학교로 바뀌었다. 1885년에 이전 학교 건물은 세관을 만들기 위해 철거되었다. 로잔-브리크선의 뤼트리역은 1861년에 개업했다. 1862년에는 베른 철도 라인의 라콩베르시옹역이, 1920년에는 보시에르역이 그 뒤를 이었다. 1896년부터 뤼트리와 로잔을 연결하는 트램 노선이 시작되었다.
20세기가 시작될 무렵의 기간은 많은 새로운 외지인 가정의 유입과 포도원에 필록세라병이 발생했다는 특징이 있다. 후자는 전례 없는 경제 위기를 촉발했다. 1950년대에 포도 재배의 쇠퇴와 뤼트리의 병행 도시화는 많은 중소기업을 장려했다. 2000년에는 도시에 약 400개의 기업이 있었다. 1960년대부터 뤼트리는 로잔 광역권으로 성장했고, 부유층에게 인기 있는 주거 지역이 되었다.
1998년에 새로운 항구가 건설되었다.

## 지리

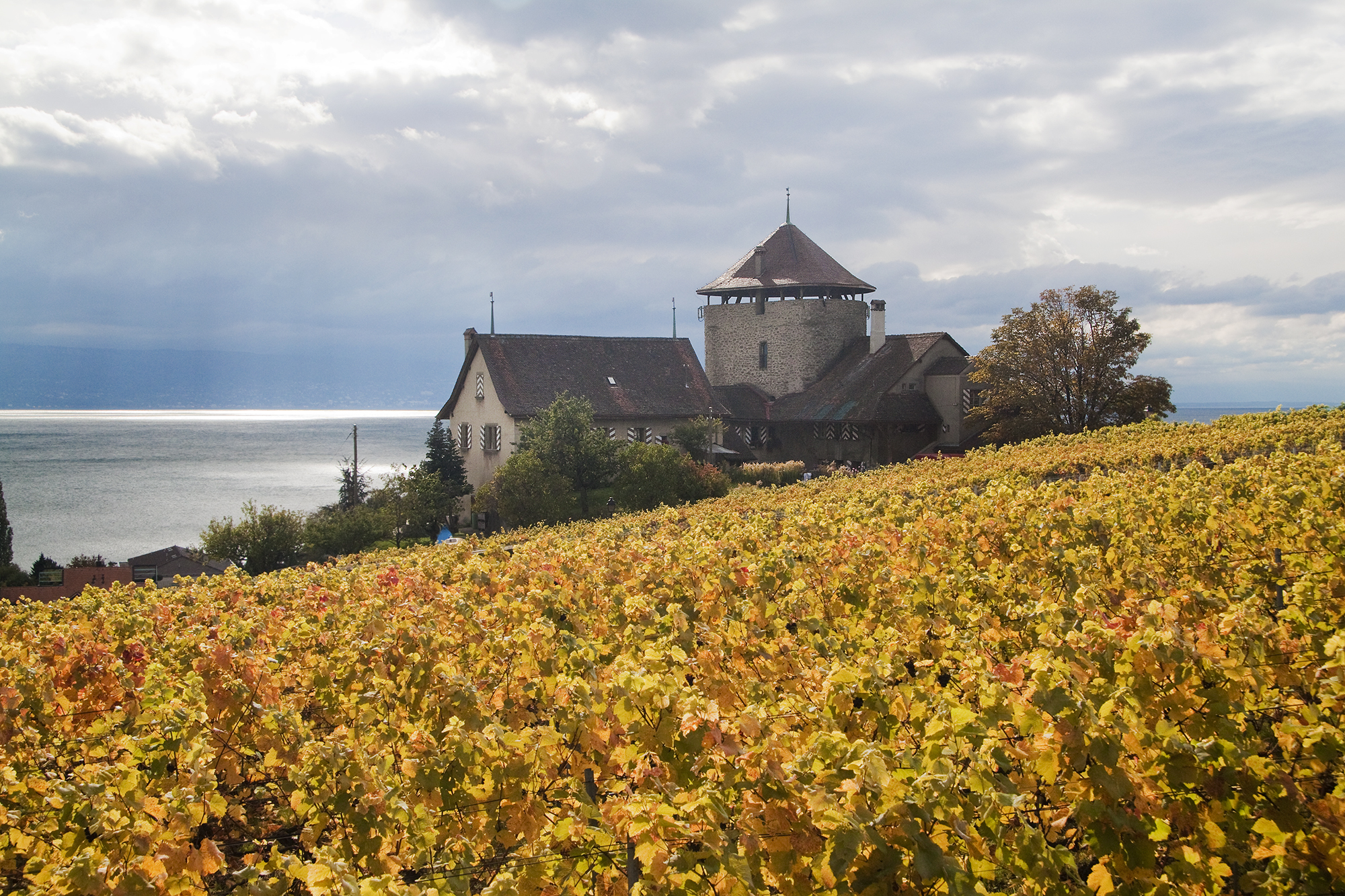
뤼트리 교회의 포도밭과 베르톨트탑

뤼트리의 면적은 2009년 기준으로 8.45k㎡이다. 이 면적 중 3.67km 2 (43.4%)가 농업 목적으로 사용되는 반면 1.69k㎡(20.0%)는 산림이다. 나머지 토지 중 3.03k㎡(35.9%)가 정착(건물 또는 도로), 0.05k㎡(0.6%)가 강 또는 호수이고, 0.01k㎡(0.1%)는 비생산적인 토지이다.
건축면적 중 주택과 건물이 20.9%, 교통기반시설이 11.4%를 차지했다. 공원, 녹지대, 운동장이 2.4%를 차지했다. 숲이 우거진 토지 중 전체 토지의 17.4%는 숲이 우거져 있고 2.6%는 과수원이나 작은 나무 군락으로 덮여 있다. 농경지 중 12.1%는 작물 재배에 사용되며, 12.7%는 목초지로, 18.7%는 과수원이나 덩굴 작물에 사용된다. 시정촌의 모든 물은 흐르는 물이다.
시정촌은 2006년 8월 31일에 해산될 때까지 라보구의 일부였으며, 뤼트리는 새로운 라보-오롱구의 일부가 되었다.
시정촌은 제네바 호수와 조라트 지역 사이의 수많은 테라스에 위치하고 있다. 1823년경 뤼트리는 사비니의 현재 독립된 지자체를 포함했다. 뤼트리 마을과 쿠르티노, 사뷔, 르샤틀라르, Corsy, 라콩베르시옹, Echerins, 보시에르, Le Daley, 몽타니, Le Petit Bochat, Le Miroir 및 라크루아의 작은 마을로 구성되어 있다. 동쪽으로는 포덱스, 벨몽쉬르로잔, 북쪽으로는 사비니, 서쪽으로는 빌레트와 접한다.

## 인구통계

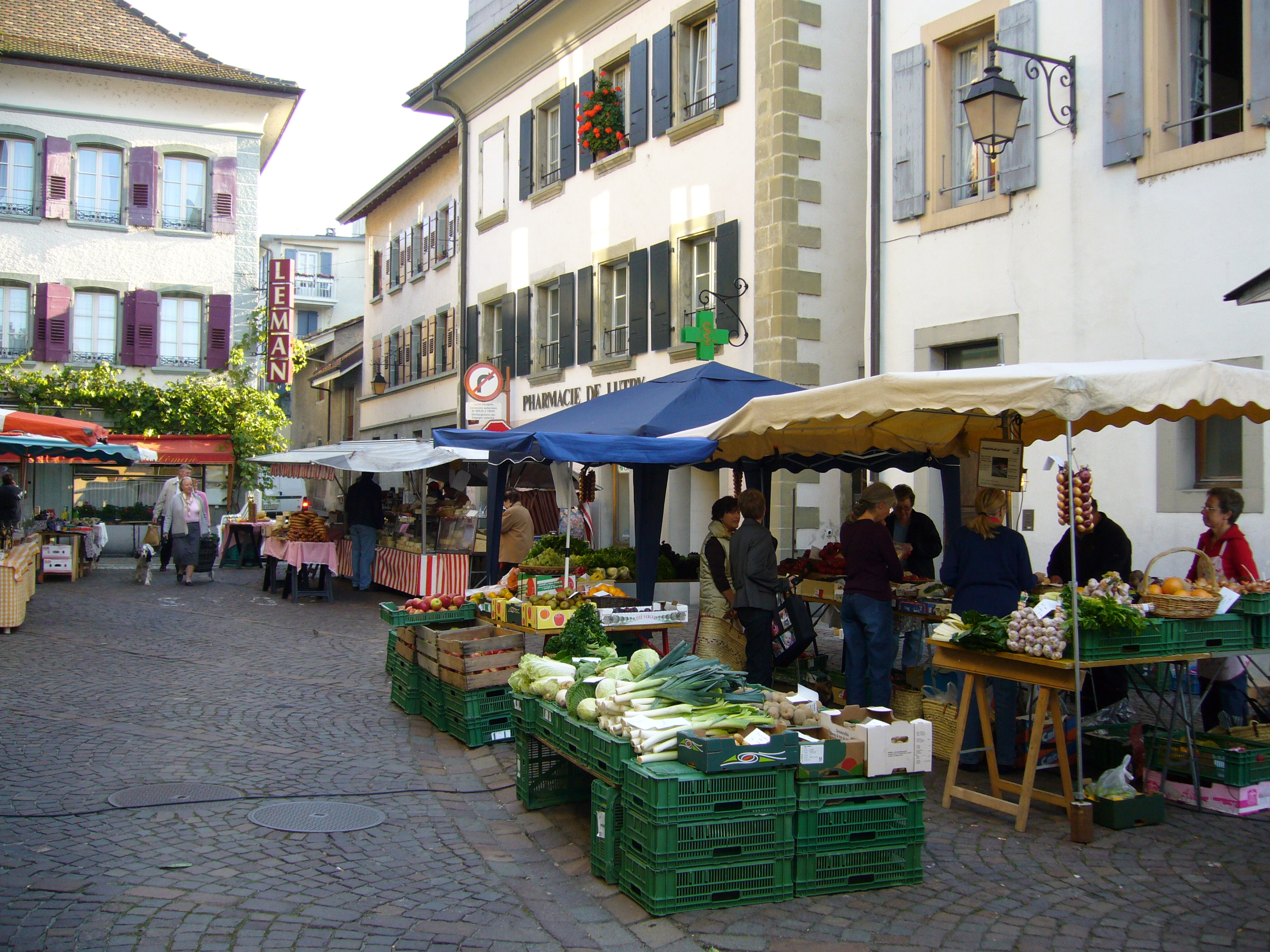
뤼트리의 시장

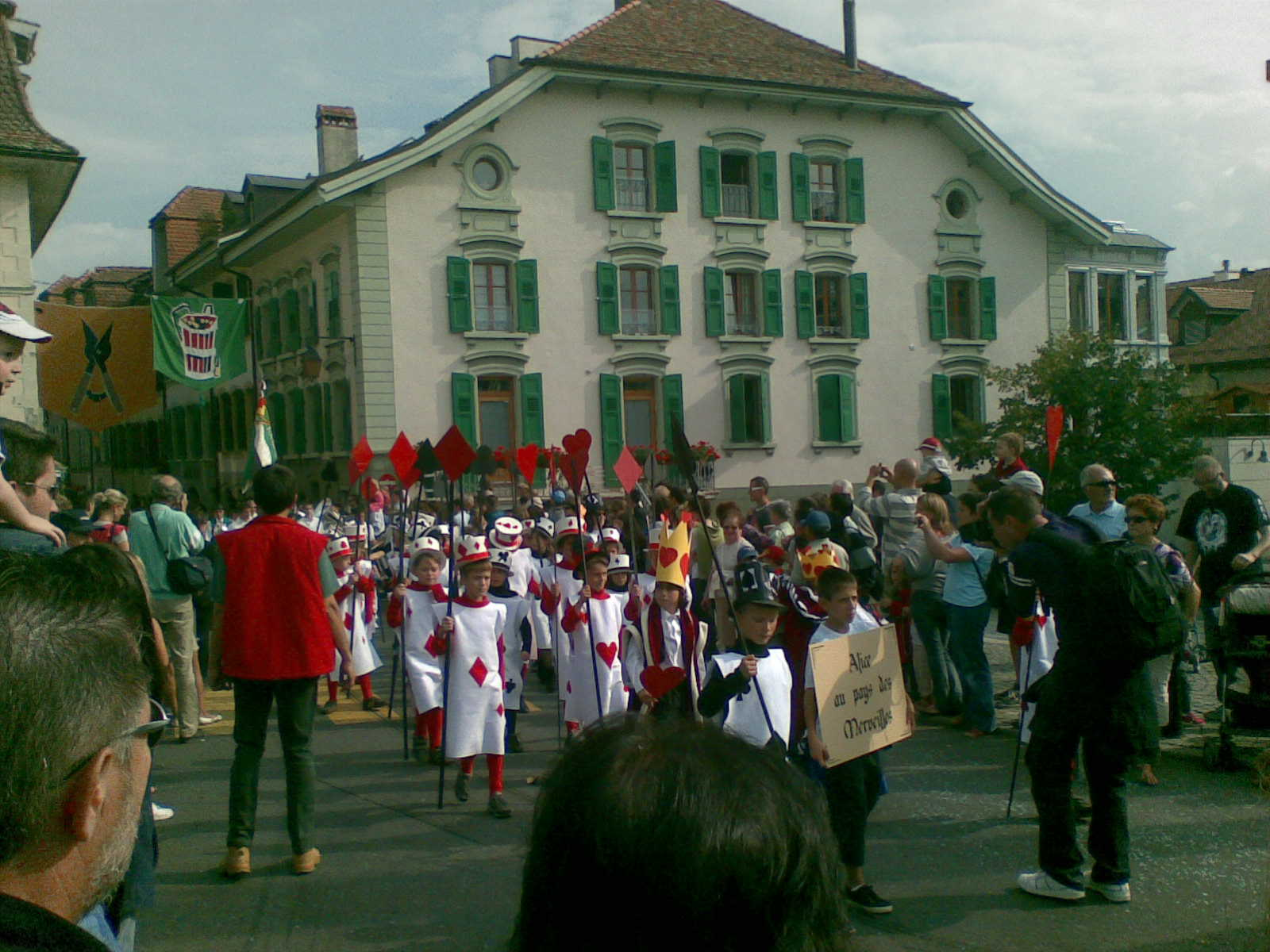
뤼트리의 포도 수확 축제

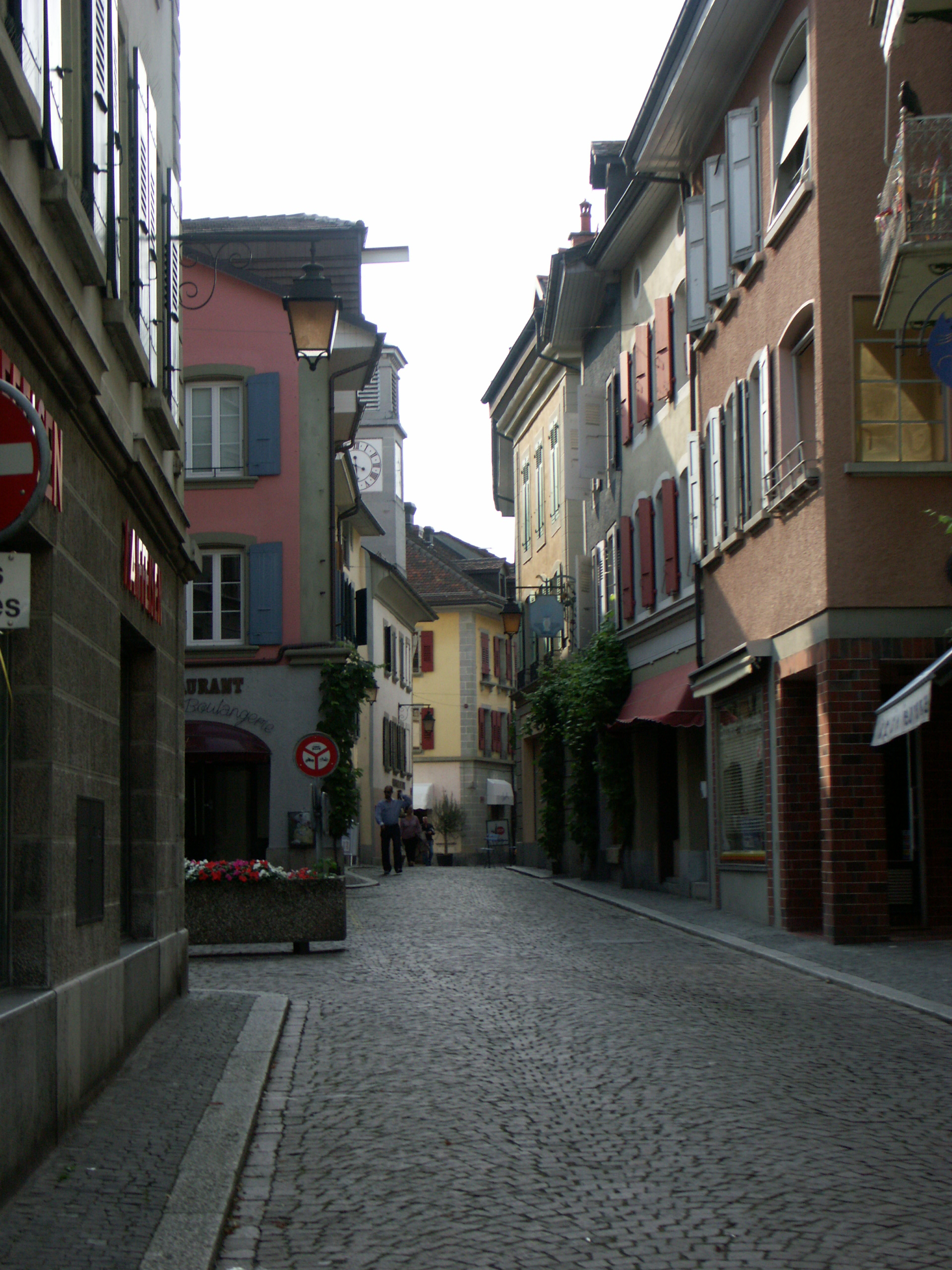
뤼트리의 그랑루

2020년 12월 기준, 뤼트리의 인구는 10,459명이다. 2008년 기준으로 인구의 23.5%가 거주하는 외국인이다. 1999년부터 2009년까지 지난 10년 동안 인구는 14.4%의 비율로 변화했다. 이주로 인해 18.7%의 비율로, 출생과 사망으로 인해 -4.4%의 비율로 변경되었다.
2000년 기준, 인구 대부분인 6,872명(83.1%)이 프랑스어를 사용하며, 독일어가 530명(6.4%)으로 두 번째로 많이 사용되고, 영어가 310명(3.7%)으로 세 번째이다. 이탈리아어를 할 줄 아는 사람은 153명, 로만슈어를 할 줄 아는 사람은 6명이다.
지자체의 인구 중 1,634명(약 19.8%)가 뤼트리에서 태어나 2000년에 거기에 살았다. 같은 주에서 태어난 2,747명(33.2%)가 있었고, 1,582명(19.1%)가 스위스 다른 곳에서 태어났고, 2,097명(25.4%)는 스위스 밖에서 태어났다.
2008년에는 스위스 시민이 47명, 비스위스계 시민이 23명이었고, 같은 기간에 스위스 시민이 110명, 비스위스계 시민이 9명 사망했다. 이민과 이민을 무시하면, 스위스 시민의 인구는 63명 감소했고, 반면 외국인 인구는 14명 증가했다. 스위스에서 이주한 스위스 남자 6명과 스위스 여자 3명이 있었다. 동시에 다른 나라에서 스위스로 이주한 48명의 비스위스 남성과 66명의 비스위스계 여성이 있었다. 2008년 전체 스위스 인구 변화(시 경계를 넘는 이동을 포함한 모든 출처에서)는 12명이 증가했고 비스위스계 인구는 236명이 증가했다. 이는 2.8%의 인구 증가율을 나타낸다.
2009년 기준 뤼트리의 연령 분포는 다음과 같다. 904명(인구의 9.7%)은 0~9세, 1,098명(11.8%)은 10~19세이다. 성인 인구 중 791명(인구의 8.5%)이 20~29세이다. 1,138명(12.3%)은 30~39세, 1,551명(16.7%)은 40~49세, 1,281명(13.8%)은 50~59세이다. 고령자 분포는 1,204명(인구의 13.06%)이 69세는 713명(7.7%), 80~89세는 472명(5.1%), 90세 이상은 128명(1.4%)이다.
2000년 기준으로 시정촌에 미혼이거나, 독신인 사람은 3,161명이다. 기혼자는 3,974명, 미망인은 562명, 이혼한 사람은 573명이었다.
2000년 기준으로 시정촌의 개인가구는 3,579세대로 가구당 평균 2.2명이다. 1인 가구는 1,251가구, 5인 이상 가구는 185가구였다. 총 3,656가구 중 1인 가구가 34.2%로 부모와 동거하는 성인이 27가구였다. 나머지 가구 중 자녀가 없는 부부는 1,030쌍, 자녀가 있는 부부는 1,044쌍이다. 자녀가 있는 편부모는 168명이었다. 혈연관계가 없는 사람이 59가구, 시설이나 기타 집단주택이 77가구였다.
2000년에는 총 1,721호의 주거용 건물 중 982호(전체의 57.1%)가 단독 주택이었다. 다가구는 398채(23.1%), 주거용은 256채(14.9%), 기타 용도(상업·산업)는 85채(4.9%)로 가장 많았다. 단독주택 중 1919년 이전에 130채, 1990년에서 2000년 사이에 124채가 건설되었다. 그 다음으로 많은 주택(62채)이 1971년에서 1980년 사이에 지어졌다. 1996년에서 2000년 사이에 16채의 다가구 주택이 건설되었다.
2000년에는 시정촌에 3,964개의 아파트가 있었다. 아파트 규모는 3실이 992실이 가장 많았다. 1인실 아파트가 226실, 5실 이상 아파트가 1,333실이었다. 이 중 상가주택은 총 3,420세대(전체의 86.3%), 비수기형은 464세대(11.7%), 공실은 80세대(2.0%)였다. 2009년 기준 신규주택 건설률은 인구 1000명당 9.2세대이다. 2010년 시정촌 공실률은 0.49%였다.
역사적 인구는 다음 차트에 나와 있다.

## 국가중요문화재
뤼트리 성 또는 Rôdeurs 성, 생마르탱의 로마 가톨릭 교회, 생마르탱의 스위스 개혁 교회, 고딕 양식의 파사드 하우스와 유네스코 세계 문화 유산의 일부인 라보 포도원 테라스는 스위스 국가적으로 중요한 문화 유산으로 등재되어 있다. 뤼트리 전체 마을과 샤틀라르와 사뷔의 작은 마을은 스위스 유산 목록의 일부이다.
성은 15세기와 16세기에 로잔 주교를 대표하는 시장 드 뤼트리 가문의 장원으로 지어졌다. 성으로 들어가는 큰 문은 16세기 말경에 지어졌으며, 큰 문장은 1640년에 지어졌다.
생마르탱의 개혁 교회는 초기 로마네스크 수도원 교회의 기초 위에 세워졌다. 현재의 교회는 여러 단계로 지어졌다. 다각형 성가대석은 1260년에 만들어졌다. 본당과 북쪽 예배당은 14세기와 15세기에 지어졌다. 교회 탑은 1544년에 지어졌다. 1570년에 서쪽 정면은 르네상스 양식의 포털로 바뀌었고, 조각품으로 둘러싸여 있었다. 내부는 1577년 플랑드르 예술가 움베르 마레셰(Humbert Mareschet)의 그림으로 장식되어 있다.

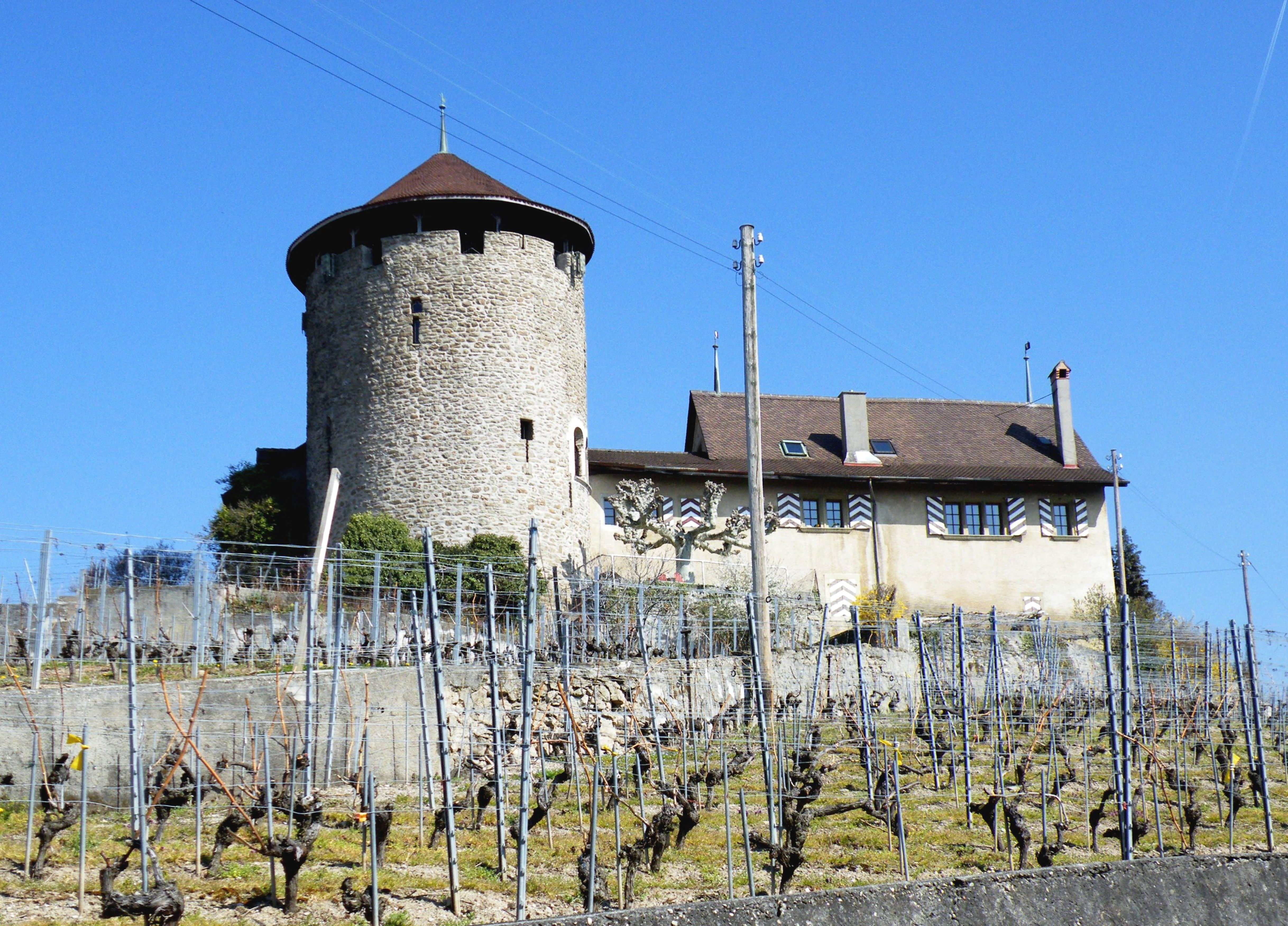
뤼트리성
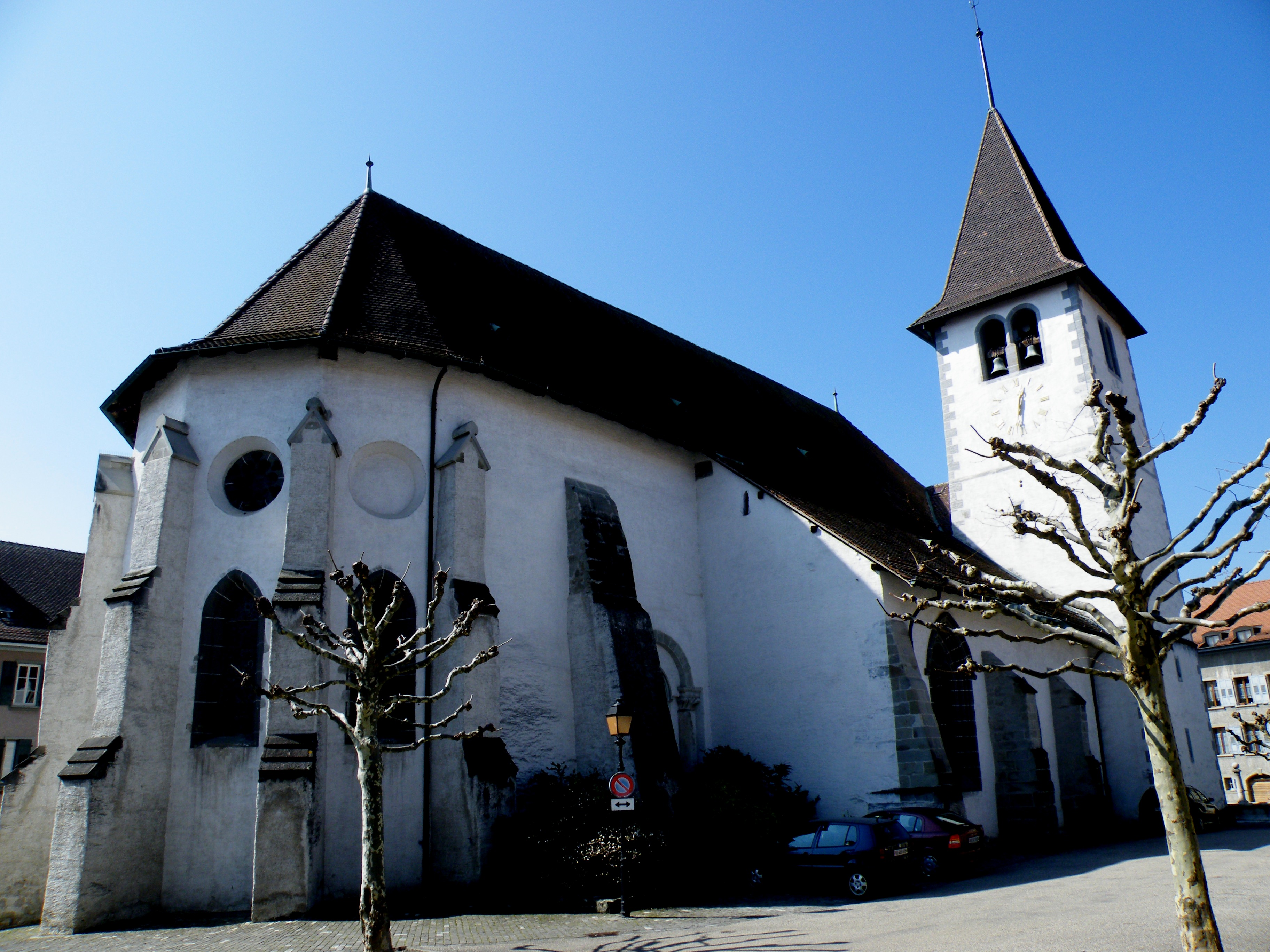
11세기 교회

## 정치
2007년 연방 선거에서 가장 인기 있는 정당은 19.12%의 득표율을 기록한 SVP였다. 다음으로 가장 인기 있는 3개 정당은 FDP (17.66%), SP (16.84%), 녹색당 (16.7%)이었다. 이번 연방 총선에서는 총 2,849표가 투표되었고, 투표율은 51.1%였다.

## 경제
2010년 현재 뤼트리의 실업률은 3.4%이다. 2008년 기준으로 1차 경제 부문에 96명이 고용되어 있으며, 이 부문에 약 33개 기업이 관여하고 있다. 308명이 2차 부문에 고용되었고, 이 부문에는 55개의 기업이 있었다. 1,853명이 3차 부문에 고용되었으며, 이 부문에는 326개의 기업이 있다. 시정촌 주민은 4,037명으로 일정 정도 고용되었으며, 그중 여성이 전체 노동력의 43.3%를 차지했다.
2008년에 정규직에 해당하는 총 일자리 수는 1,910개였다. 1차 부문의 일자리 수는 76개였으며, 그중 72개는 농업, 4개는 임업 또는 목재 생산이었다. 2차 부문의 일자리 수는 284개였으며, 그중 49개(17.3%)는 제조업, 167개(58.8%)는 건설에 종사했다. 3차 부문의 일자리는 1,550개였다. 3차 부문에서; 468개(30.2%)은 도소매 또는 자동차 수리업, 55개(3.5%)는 물품의 이동 및 보관, 143개(9.2%)은 호텔이나 레스토랑, 48(3.1%)은 정보 산업에 종사했다. 50개(3.2%)가 보험 또는 금융 산업, 152개(9.8%)가 기술 전문가 또는 과학자, 94개(6.1%)가 교육, 285개(18.4%)가 의료 분야였다.
2000년 기준 자치단체로 출퇴근하는 근로자는 1,269명, 출퇴근자는 3,112명이었다. 지자체는 근로자의 순수출 지자체로, 1명이 들어올 때마다 약 2.5명의 근로자가 지자체를 떠나고 있다. 근로 인구의 18.8%가 출퇴근을 위해 대중교통을 이용했고, 64%가 자가용을 이용했다.

## 종교
2000년 인구 조사에서 로마 가톨릭 신자는 2,752명(33.3%)이고, 스위스 개혁 교회는 3,492명(42.2%)이었다. 나머지 인구 중 정교회 교인은 99명(인구의 약 1.20%), 크리스찬 가톨릭 교회 교인은 13명(인구의 약 0.16%), 244명이었다. 다른 기독교 교회에 속한 개인(또는 인구의 약 2.95%). 유대인은 68명(인구의 약 0.82%)이었고, 이슬람교는 113명(인구의 약 1.37%)이었다. 불교 12명, 힌두교 6명 그리고 다른 교회에 속한 14명. 1,181명(인구의 약 14.28%)이 교회에 속하지 않고, 불가지론자 또는 무신론자이며, 374명(인구의 약 4.52%)이 질문에 대답하지 않았다.

## 교육
뤼트리에서는 인구의 약 2,848명(34.4%)이 필수 고등교육을 이수했으며, 2,214명(26.8%)이 추가 고등교육(대학 또는 응용학문대학)을 마쳤다. 고등교육을 이수한 2,214명 중 47.4%가 스위스 남성, 28.1%가 스위스 여성, 14.0%가 비스위스계 남성, 10.5%가 비스위스계 여성이었다.
2009/2010 학년도에 뤼트리 학군에는 총 872명의 학생이 있었다. 보주 주립 학교 시스템에서는 정치 구역에서 2년간의 의무가 아닌 유아원을 제공한다. 학년도 동안 정치 지구는 총 665명의 어린이에게 유치원 보육을 제공했으며, 그중 232명의 어린이(34.9%)가 보조금을 받는 유치원 보육을 받았다. 주의 초등학교 프로그램은 학생들이 4년 동안 출석해야 한다. 시립 초등학교 프로그램에는 428명의 학생이 있었다. 의무 중등학교 프로그램은 6년 동안 지속되며, 해당 학교의 학생은 438명이었다. 홈스쿨링을 하거나 다른 학교에 다니는 학생도 6명 있었다.
2000년 기준으로 뤼트리에는 타 자치단체에서 온 학생이 48명, 시외 학교에 다니는 주민이 732명이다.

## 교통
지자체에는 로잔-베른선과 심플론선의 3개의 기차역이 있다.
- 보시에르역 (로잔-베른선)
- 라콩베르시옹역 (로잔-베른선)
- 뤼트리역 (심플론선)